# Богуши (дворянский род)
Богуши (пол. Boguszowie herbu Półkozic) герба Пулкозиц или герба Вадвич — шляхетский род, восходящий к XIII веку.

## История
Род Богушей Любечского староства пользовался гербом Пулкозиц (голова осла в красном поле).
В книге "Анналы или хроники славного Королевства Польши" Ян Длугош пишет (в переводе):
Умирает Ламберт, епископ Краковский, и ему наследует святой Станислав, краковский каноник.
… Я обнаружил, что по набожной просьбе Николая из Николаева, сына Всцеклицы, на гербе которого изображён рог, Станислава и Богуша из Земблице, чей герб — голова осла, Петра и Якова из Збельтовице, герб которых — щит на щите, Мшчуя и Иоанна из Якушовице, носящих на гербе подкову с крестом, он основал приходскую церковь в Малом Казимеже и дал ей право на получение в определённом количестве десятого снопа. …

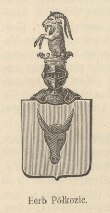
Герб рода Богушей по А. Бонецкому

Эти Станислав и Богуш были сыновьями шляхтича Михаила из Земблице по прозвищу Пулкозец (Полукоза), и жили, примерно, в XIII или в начале XIV века.
Историк и церковный деятель Филарет (Гумилевский) в своём "Историко-статическом описании Черниговской епархии" пишет, что предком Богушей (шляхетского рода из Любеча) был "человек рыцерский, роду знаменитого, великого, из северской земли, из Новгорода" Тимофей Авермевич Богуш.
Начиная с 1571 года, род Богушей неустановленного происхождения становится известен около Любеча.

## Замки

### Новгород-Северские Богуши
Также Гумилевский писал:
В 46 вер. от Чернигова, при р. Ворзне, в 4 в. впадающей в Днепр. Близ Радьковки, на краю леса Любомина, над Ворзною, остается земляное круглое укрепление, с одними воротами; самой вид его показывает, что оно принадлежит дотатарской древности: земляные замки панов, кроме того что называются они замками, всегда угловатые, а не круглые.
... По грамоте кор. Владислава 1633 г., видно, что еще прежде кор.  Сигизмунда Августа принадлежало Богушам и Юшкевичами имение Голенищи, вблизи Радьковки, как древняя отчина их, и кор. Сигизмундом дана была еще Красная гряда.

По грамоте 1438 г. известен «пан Тимофей Авермевич Богуш, человек рыцерский, роду знаменитого, великого, из северской земли, из Новгорода». – По последнему несомненно, что Богуши – древнейшая фамилия бояр чернигово-северских; а соединяя это с радьковскою отчиною их Голенищем и с радковским укреплением, приходим к тому убеждению, что эта отчина их населена была до татар.

### Основная ветвь
Мартин Ян Франтишек Богуш владел Замком в селе Янов. Замок был построен Яном Гольским, только затем перейдя во владение Богушей.

## Представители

### Основная ветвь
- N Богуш из Земблице герба Пулкозиц (XIII-XIV века) - шляхтич, назначен на пост старосты Гданьского Владиславом I Локетеком.[5]

- Ми́хал Богуш «Пулкозец» из Земблице герба Пулкозиц - шляхтич, отец Станислава и Богуша.
  - N Богуш из Земблице (XIII-XIV века) - шляхтич герба Пулкозиц, представитель рода Богушей.
  - Станислав Богуш из Земблице (XIII-XIV века) - шляхтич герба Пулкозиц, представитель рода Богушей.

- Ян Богуш - шляхтич, владелец села Воля Ковалова (1508).
  - Ян Богуш (?-около 1590) - шляхтич герба Пулкозиц. В 1549 году учился в Виттенбергском университете[6]. Каштелян Чеховицкий (1581–1588), каштелян Завихостский (1588–1591), подкоморий Любельский (1561–1581), подкоморий Сандомирский, секретарь королевский (1561), дворянин королевский (1555). Подписал "Pacta Conventa" Сигизмунда III. Владел замком в Завихосте.
    - Бернард Богуш (ум. в 1603) - шляхтич, староста Радомский, сын предыдущего.
    - Ежи Богуш (?-1632) - краковский каноник, сын Яна Богуша и Урсулы Мацейовской герба Циолек.
    - Эльжбета Богуш - шляхтянка, жена маркграфа Сигизмунда Гонзага-Мышковского, дочь Яна.

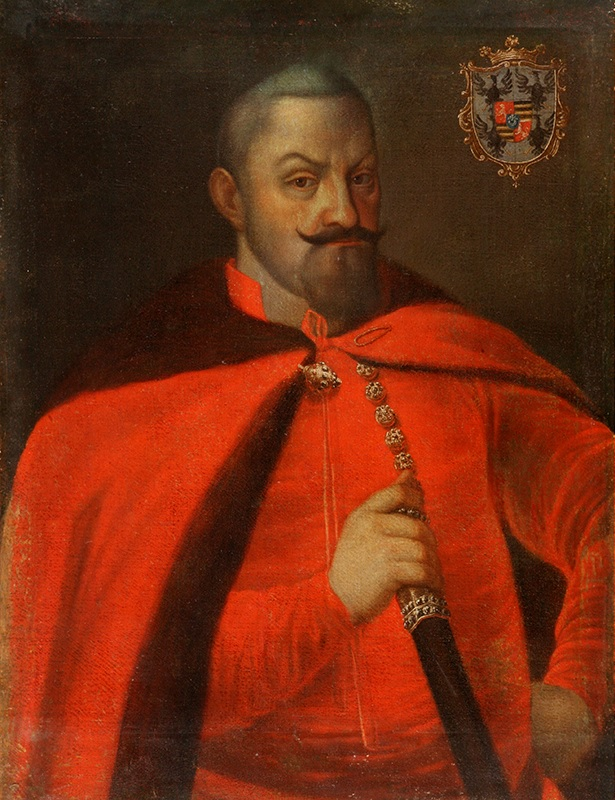
Сигизмунд Гонзага-Мышковский

    - Сигизмунд Гонзага-Мышковский (1562-1615) Сигизмунд Гонзага-Мышковский— маршалок великий коронный c 1603 года, каштелян войницкий, 1-й ординат пиньчувский (1601—1615), генеральный староста краковский (с 1608 года), староста пиотрковский, новокорцинский, солецкий и гродецкий.
    - Владислав Гонзага-Мышковский (ум. 1658) — польский государственный и военный деятель, 4-й ординат пиньчувский (1647—1658), ротмистр войск коронных (1630), воевода брацлавский (1649—1650), сандомирский (1650—1656) и краковский (1656—1658), староста гродецкий, драхимский, мостиский, медыцкий и грабовецкий, сын Сигизмунда и Эльжбеты.

### Новгород-Северские Богуши
- Авермий Богуш - Новгород-Северский боярин XIV века.
  - Тимофей Авермевич (Аверкович) - Новгород-Северский боярин начала XV века. В 1438 князь Свидригайло дал ему право "волности в шляхетские, в здешнем панстве нашем, великого княжества Литовського заживати"[7]. Согласно Филарету Гумилевскому, предок Богушей из Любечского староства.

### Любечские Богуши

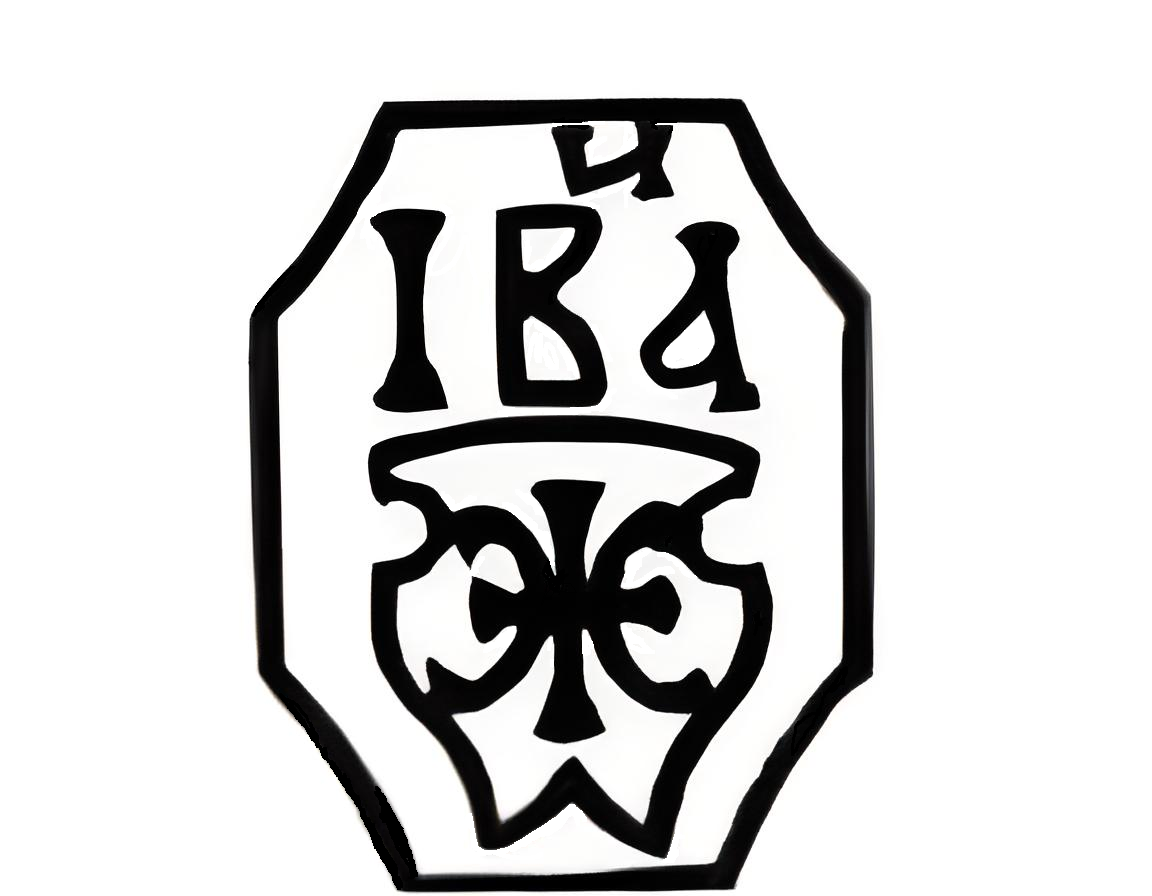
Печать Ивана Богушевича (1571)

- Печать Ивана Богушевича (1571)Богуш Жоглин (Жоглич) - любечский шляхтич, упоминается в сохранившихся документах, начиная с 13 марта 1571 года.
  - Иван Богушевич-Жоглич - любечский шляхтич.